# Jean-François Robillon
Jean-François Robillon (* 27 května 1962, Nemocniční centrum kněžny Grace) je monacký politik, spisovatel a lékař, který je v současné době členem Národní rady v Monaku. Po rezignaci Stéphana Valeriho byl 11. ledna 2010 většinou devatenácti ku třem zvolen 11. předsedou Národní rady. V parlamentních volbách v roce 2013 však jeho koalice Union Monégasque ztratila nad Národní radou kontrolu a Robillon jako takový přišel o předsednictví.
Specializuje se na kardiovaskulární patologii a je autorem nebo spoluautorem třiceti lékařských publikací na toto téma. Je aktivním členem Conseil de l'Ordre; lékařské dozorčí komise v Monaku. Mimo politiku působí jako člen správní rady Nadace knížete Alberta II. Monackého a Association SHARE, která se zabývá zlepšováním vzdělání a zdraví v rozvojových zemích.
V roce 2007 mu kníže Albert II. předal Řád svatého Karla.